# 折尾愛真短期大学
折尾愛真短期大学（おりおあいしんたんきだいがく、英語: Orio Aishin Junior College）は、福岡県北九州市八幡西区堀川町11-1に本部を置く日本の私立大学。1935年創立、1966年大学設置。大学の略称はアイタン。

## 概観

### 大学全体
- 福岡県北九州市八幡西区に所在する日本の私立短期大学で設置主体は学校法人折尾愛真学園。
- 1966年に折尾女子経済短期大学として開学。開学当初より経済学科のみの単科短大である。

### 建学の精神（校訓・理念・学是）
- 折尾愛真短期大学における建学の精神は「キリスト教に基く人格教育・専門学科による職業教育・自主独立の精神の涵養・国際交流による国際理解教育」となっている。

### 教育および研究
- 折尾愛真短期大学は経済科だけの単科の短期大学である。「商業コース」「観光ビジネスコース」「経営情報コース」「スポーツマネジメントコース」の4コースがあり、ビジネス教育に力を入れている。

### 学風および特色
- 折尾愛真短期大学はキリスト教に基づいた人格教育をモットーとしている。

## 沿革
- 1935年

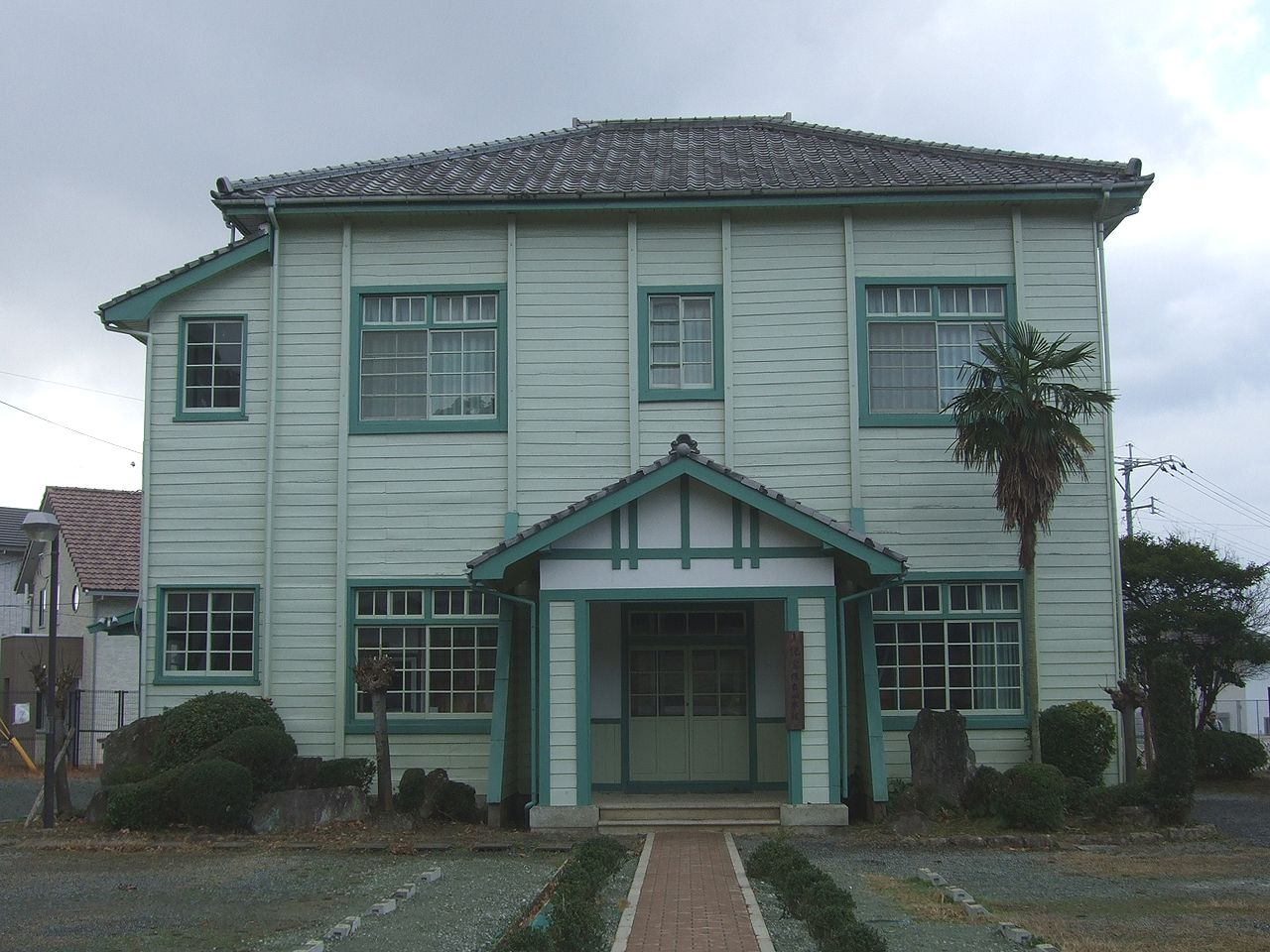
記念館（静和館）
1941年に旧折尾警察署の建物を譲り受けたもの

  - 4月1日 折尾高等簿記学校が創設される[2]。
- 1944年
  - 財団法人折尾女子商業学校となる[3]。
- 1947年
  - 新学制により折尾女子中学校を設置。
- 1948年
  - 新学制により折尾女子商業高等学校を設置。
- 1950年
  - キリスト教学校教育同盟に加盟。
- 1951年
  - 3月9日 折尾女子学園が財団法人から学校法人に変更[4]。
- 1966年
  - 1月25日 左記を以て文部省[注 1]より短期大学の設置が認可される[5]。
  - 4月1日 折尾女子経済短期大学（おりおじょしけいざいたんきだいがく）が以下の学科体制にて開学[注 2]。
    - 経済科 入学定員120名[注 3]

  - 5月1日 学生数[8]/定員
    - 経済科 40[注釈 1]/120
- 1967年
  - 5月1日 学生数[9]/定員
    - 経済科 126[注釈 1]/240
- 1985年
  - 5月1日 学生数[10]/定員
    - 経済科 239[注釈 1]/240
- 1986年
  - 5月1日 学生数[11]/定員
    - 経済科 277[注釈 1]/240
- 1987年
  - 5月1日 学生数[12]/定員
    - 経済科 325[注釈 1]/240
- 1992年
  - 5月1日 学生数[注 4]/定員
    - 経済科 398[注釈 1]/240
- 1999年
  - 5月1日 学生数[15]/定員
    - 経済科 164[注釈 1]/240
- 2004年
  - 4月1日 折尾愛真短期大学に改められ、共学となる。[注 5]。
- 2005年
  - 4月1日 学校法人名を折尾愛真学園に変更[注 6]。
- 2007年
  - 4月1日 経済科の入学定員を120→80に減員[注 7]。
- 2011年
  - 4月1日 経済科の入学定員を80→90に増員[注 8]。
- 2017年
  - 4月1日 経済科の入学定員を90→100に増員[注 9]。

## 基礎データ

### 所在地
- 福岡県北九州市八幡西区堀川町11-1

### 象徴
- 折尾愛真短期大学のカレッジマークはキリスト教の十字架をイメージしたものとなっている[注 10]。

## 教育および研究

### 組織

#### 学科
- 経済科 入学定員100名[1]
  - 「商業コース」・「観光ビジネスコース」・「経営情報コース」・「スポーツマネジメント」の4コースがある。

#### 専攻科
- なし

#### 別科
- なし

##### 取得資格について
- 情報処理士･上級情報処理士･ビジネス実務士･秘書士ほか。詳細はホームページを参照されたい。

### 研究
- 『折尾女子経済短期大学論集』[29]
- 『折尾愛真短期大学論集』[30]

## 学生生活

### 部活動・クラブ活動・サークル活動
- 折尾愛真短期大学のクラブ活動
  - 体育系：硬式テニス・硬式野球
  - 文化系：シグマソサエティ・写真・華道・茶道・ハンドベルほか

### 学園祭
- 折尾愛真短期大学の大学祭は「シャロン祭」と呼ばれ例年、11月に行われている。

## 施設

### キャンパス
- 交通アクセス：JR鹿児島本線折尾駅下車。徒歩5分。
- 設備
  - 礼拝堂
  - 学生ホール
  - 図書館
  - 蒼風館：多目的ホールとして、2005年の創立70周年を記念して改修工事が行われた。

## 対外関係

### 他大学との協定

#### アメリカ
- アズサ・パシフィック大学

#### ベトナム
- 越日外語工科短期大学

### 系列校
- 折尾愛真中学校・高等学校
- 愛真幼稚園